# 織茂三郎
織茂 三郎（おりも さぶろう、1908年（明治41年） - 1989年（平成元年）5月13日）は、日本の歴史研究者。

## 人物
東京府東京市芝区芝松本町生まれ。立正大学歴史地理科を卒業後、1938年（昭和13年）より徳川黎明会蓬左文庫に勤務する。1950年（昭和25年）、文庫の名古屋市移管に伴い同市職員となった。CBCクラブくちなし章を受章している。

## 著作
- 『名古屋叢書』正・続編（編集実務および編集委員）[2]
- 「尾張学と蓬左文庫」（『館灯』 17、1-8、1979年3月31日、私立大学図書館協会）